# Pachychernes zehorum
Pachychernes zehorum es una especie de arácnido  del orden Pseudoscorpionida de la familia Chernetidae.

## Distribución geográfica
Se encuentra en Panamá.